# Gąska żółtobrunatna

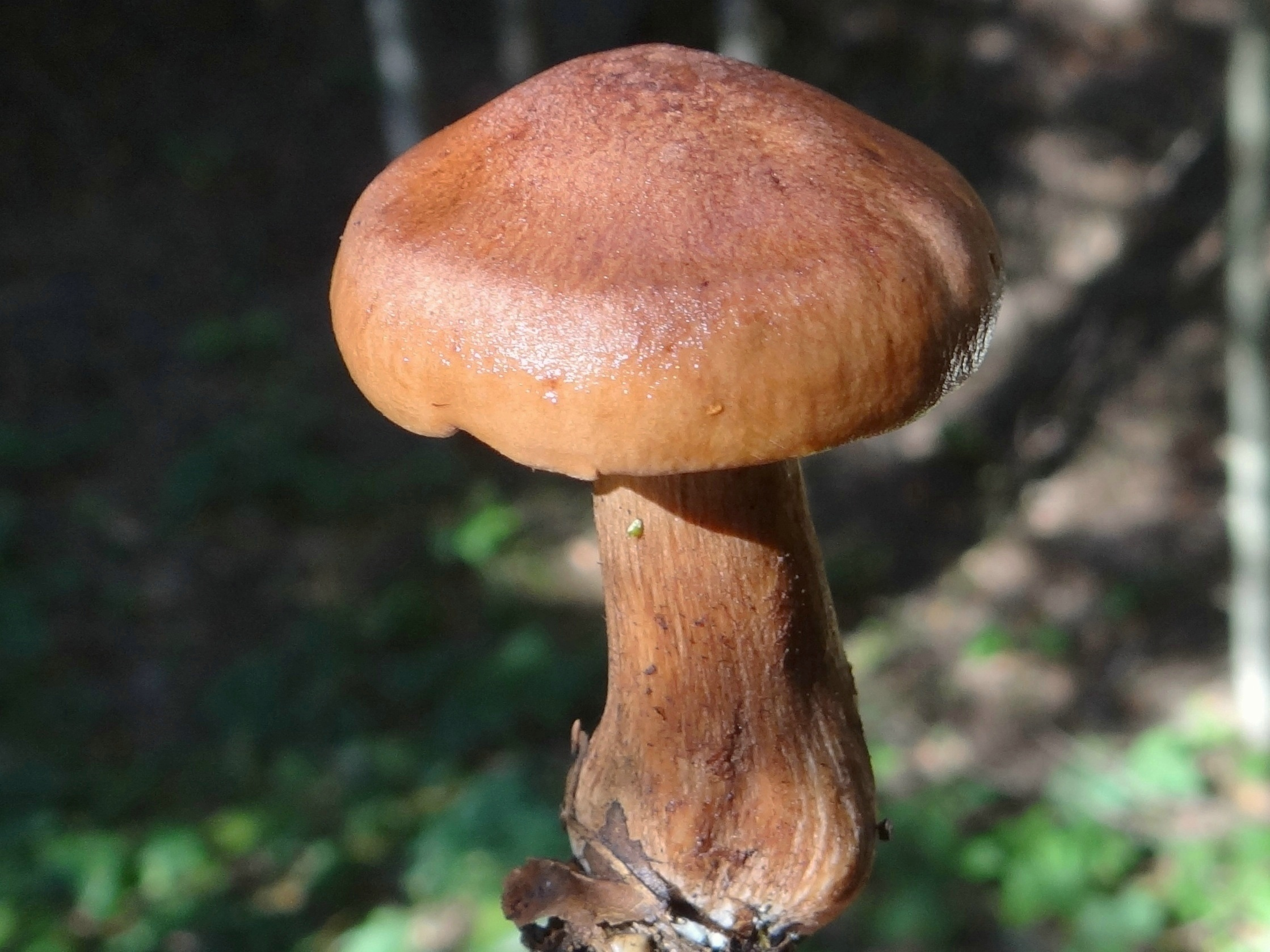

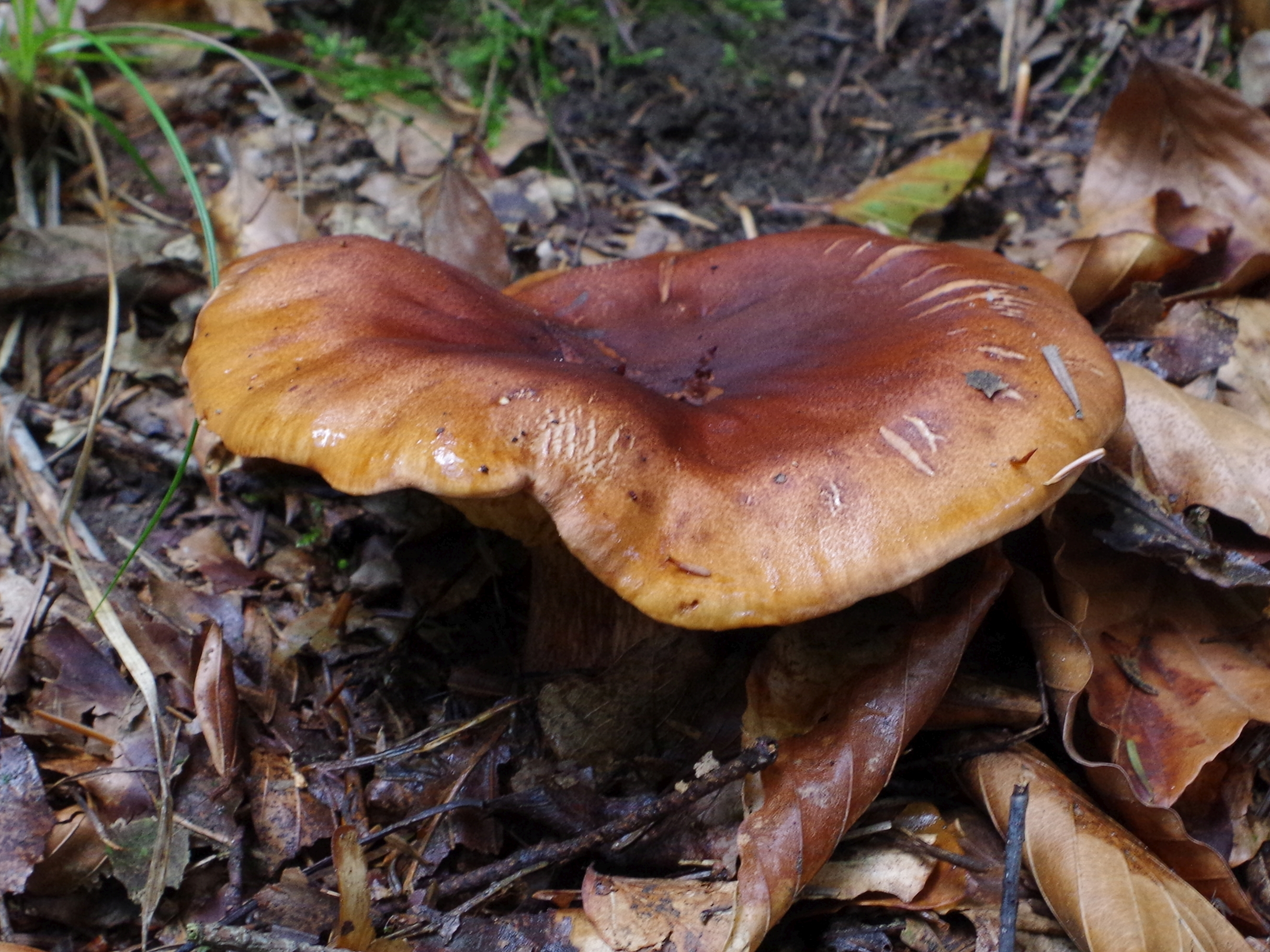

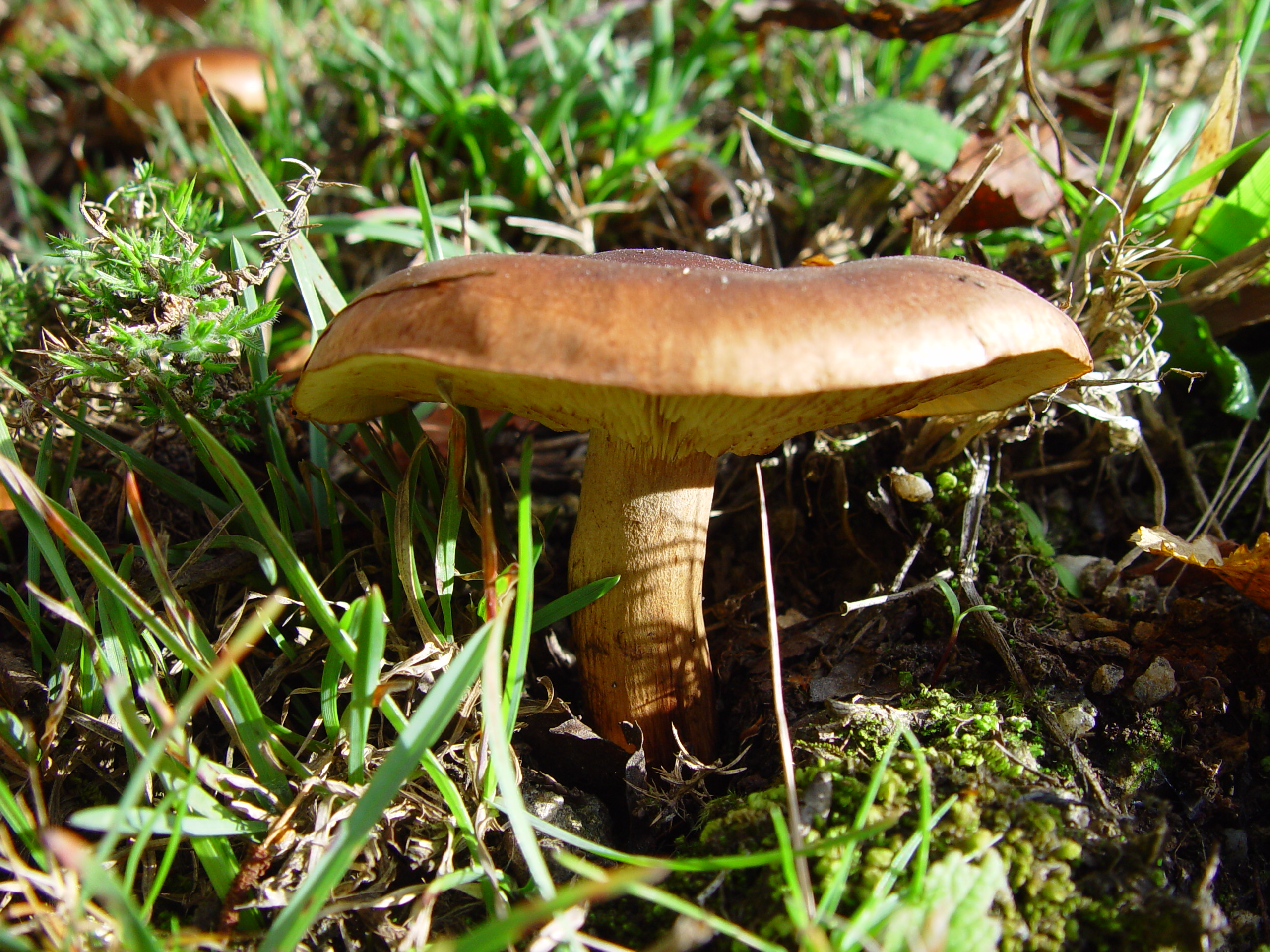

Gąska żółtobrunatna (Tricholoma fulvum (DC.) Bigeard & H. Guill.) – gatunek grzybów należący do rodziny gąskowatych (Tricholomataceae).

## Systematyka i nazewnictwo
Pozycja w klasyfikacji: Tricholoma, Tricholomataceae, Agaricales, Agaricomycetidae, Agaricomycetes, Agaricomycotina, Basidiomycota, Fungi (według Index Fungorum).
Po raz pierwszy takson ten zdiagnozował w 1805 r. Augustin Pyramus de Candolle nadając mu nazwę Agaricus fulvus. Obecną, uznaną przez Index Fungorum nazwę nadali mu w 1909 r. Bigeard i H. Guill., przenosząc go do rodzaju Tricholoma. Synonimy naukowe:

- Agaricus flavobrunneus Fr. 1818
- Agaricus fulvus Bull. 1792
- Agaricus fulvus DC. 1805
- Agaricus nictitans Fr. 1821
- Agaricus nictitans Fr. 1821 var. nictitans
- Gyrophila fulva (Fr.) Quél. 1886
- Gyrophila nictitans (Fr.) Quél. 1894
- Tricholoma flavobrunneum (Fr.) P. Kumm. 1871
- Tricholoma nictitans (Fr.) Gillet 1874

Nazwę polską nadał Stanisław Chełchowski w 1898 r. W polskim piśmiennictwie mykologicznym gatunek ten opisywany był także jako bedłka żółtobrunatna.

## Morfologia
Kapelusz
Średnicy 4–8 cm, początkowo półkulisty do stożkowato wypukłego, później płaski, z tępym szerokim garbkiem, niekiedy płytko wklęsły pośrodku, w wilgotnych warunkach lepki, w czasie suszy lśniący, z delikatnymi, wrośniętymi, promienistymi włókienkami, gładki, czerwonobrązowy, brązowy, żółtobrązowy, z ciemniejszym środkiem
Blaszki
Szerokości od 6 do 10 mm, średnio gęste, jasnożółte do brązowawożółtych, na gładkim ostrzu z czerwonobrązowymi plamami.
Trzon
Wysokości od 5 do 11 cm, średnicy od 1 do 1,8 cm, cylindryczny, młody – pełny, później rurkowaty, z podłużnymi brązowymi włókienkami na żółtawym tle, w górnej części jaśniejszy, po oskrobaniu żółknący.
Miąższ
Zwarty, na środku kapelusza dosyć gruby, biały do żółtawego. Zapach lekko mączny, smak mączny i gorzkawy.
Wysyp zarodników
Biały. Zarodniki gładkie, eliptyczne, nieamyloidalne, o rozmiarach 5-7,5 × 6-4 µm

## Występowanie i siedlisko
Gąska żółtobrunatna jest szeroko rozprzestrzeniona w Ameryce Północnej i w Europie, z obszarów Azji potwierdzono jej występowanie tylko w Japonii.
Owocniki pojawiają się od lipca do października (listopada), w lasach mieszanych pod brzozami, rzadko w jednogatunkowych lasach świerkowych, lubi gleby kwaśne. Jest dość pospolita. Rośnie głównie pod brzozą i świerkiem.

## Znaczenie
Grzyb mikoryzowy. Według niektórych autorów w stanie surowym jest grzybem niejadalnym, gdyż może powodować zaburzenia w trawieniu, ale nadaje się do spożycia, gdy zostanie poddany obróbce termicznej. Według innych autorów jest grzybem trującym.

## Gatunki podobne
Jest wiele podobnych gąsek brunatnych, m.in:
- gąska czerwonobrązowa (Tricholoma batschii) o blaszkach kremowobiałych i trzonie u podstawy klinowato zwężonym,
- gąska bukowa (Tricholoma ustale), o kapeluszu gładkim i błyszczącym a blaszkach rdzawych
- gąska dachówkowata (Tricholoma imbricatum), która ma delikatnie łuseczkowaty kapelusz, biały miąższ, kremowe blaszki i rośnie w lasach iglastych,
- gąska modrzewiowa (Tricholoma psammopus), która nie ma zapachu i rośnie tylko pod modrzewiem.

Dla gąski żółtobrunatnej charakterystyczny jest żółty odcień blaszek, jednak na starszych owocnikach często jest widoczny tylko na przekroju podłużnym.